# Birthday eve 〜誰よりも早い愛の歌〜
「Birthday eve〜誰よりも早い愛の歌〜」（バースデイ・イヴ だれよりもはやいあいのうた）は、DEENの24thシングル。

## 収録トラックス
1. Birthday eve〜誰よりも早い愛の歌〜
「哀しみの向こう側」以来、約2年振りのオリジナルシングル。「DEEN's AOR」作品第1弾。山根から「小田和正さんの『ラブストーリーは突然に』のようなギターの出だしを。」とのリクエストから、田川がギターアレンジをした。かねてよりメンバーが尊敬していた沼澤尚とのセッションを果たす。
PVには麻生久美子が出演している。
2. Break it!
アルバム「pray」にも収録されている楽曲。ギターのカッティングから始まる。
3. Birthday eve 〜a capella〜
「a day in my life」「永遠をあずけてくれ」以来となるアカペラアレンジ。
4. Birthday eve 〜Instrumental〜

## 収録アルバム
- 『pray』(#1,2)
- 『DEEN PERFECT SINGLES +』(#1)
- 『Another Side Memories〜Precious Best〜』(#2)
- 『DEENAGE MEMORY -20周年記念ベストアルバム-』(#1)
- 『DEEN The Best FOREVER 〜Complete Singles +〜』(#1)

## 参加ミュージシャン
1. 作詞:池森秀一 作曲:山根公路 編曲:DEEN&時乗浩一郎
2. 作詞&作曲:池森秀一 編曲:DEEN&時乗浩一郎
3. 作曲:山根公路 編曲:DEEN&時乗浩一郎

- サポート
  - 塩谷哲: Acoustic Piano (M-1)
  - 沼澤尚: Drums (M-1)
  - HIDE (from can/goo): Drums (M-2)
  - 仙道さおり: Percussion (M-2)
  - 酒井勇也 (from PICK2HAND): Bass (M-2)
  - Ko-saku: Back-up Vocal (M-2,3)
  - 入日茜: Back-up Vocal (M-2)
- DEEN
  - 池森秀一: Vocal
  - 山根公路: Keyboards
  - 田川伸治: Guitar

## タイアップ
- TBS系「チューボーですよ!」挿入歌